# Statue équestre du général Dufour
 (août 2025).
Si vous disposez d'ouvrages ou d'articles de référence ou si vous connaissez des sites web de qualité traitant du thème abordé ici, merci de compléter l'article en donnant les références utiles à sa vérifiabilité et en les liant à la section « Notes et références ».
La statue équestre du général Guillaume Henri Dufour est une statue équestre en bronze située sur la place Neuve de Genève. Elle commémore Guillaume Henri Dufour, militaire, ingénieur, cartographe et homme d'État suisse, vainqueur de la guerre du Sonderbund.

## Historique
Guillaume Henri Dufour jouit d'une popularité grandissante après la guerre du Sonderbund qui oppose l'armée suisse aux sept cantons séparatistes catholiques sécessionniste, il sort vainqueur du conflit en seulement vingt-six jours. Il est surnommé le Pacificateur due au minimum de pertes pour toutes les parties lors de cette guerre, il ordonne à ses soldats d’épargner les blessés, les prisonniers et ceux qui sont sans défense. En 1863, avec Henry Dunant il cofonde le Mouvement de la Croix-Rouge, étant soucieux du sort des victimes de conflit armés. Le général Dufour meurt en 1875 à l’âge de 87 ans dans son domaine familial des Eaux-Vives à Genève.
Neuf années après sa mort, une sculpture fut érigée, par souscription nationale, à l’emplacement même de ses bureaux genevois, qui se situait au premier étage du bâtiment qui formait la monumentale porte Neuve, qui fut détruite pour la construction de la place neuve.

## Description
La statue équestre de Guillaume Henri Dufour à Genève a été réalisée par le sculpteur bernois Karl Alfred Lanz. Le général est représenté sur son cheval de cavalerie suisse, au trot (une patte antérieure soulevée), une position choisie pour évoquer la paix et la clémence. Représenté en uniforme, la main droite tendue vers l’avant, incarnant un geste pacificateur, il s’agit d’un appel à l’apaisement et à la retenue.
La statue tourne le dos à la Cité.
Le bas de la statue se compose d'un socle et de bouteroues en granit rose de Baveno et d'un piédestal en marbre de Carrare où est marqué à l'avant :

« G. H. DUFOUR
 HÉLVET. DUX
 MDCCLXXXVII
 MDCCCLXXV »

Et à l'arrière :

« ÉRIGÉ 
PAR 
SOUSCRIPTION 
NATIONALE 
MDCCCLXXXIV »

## Galerie

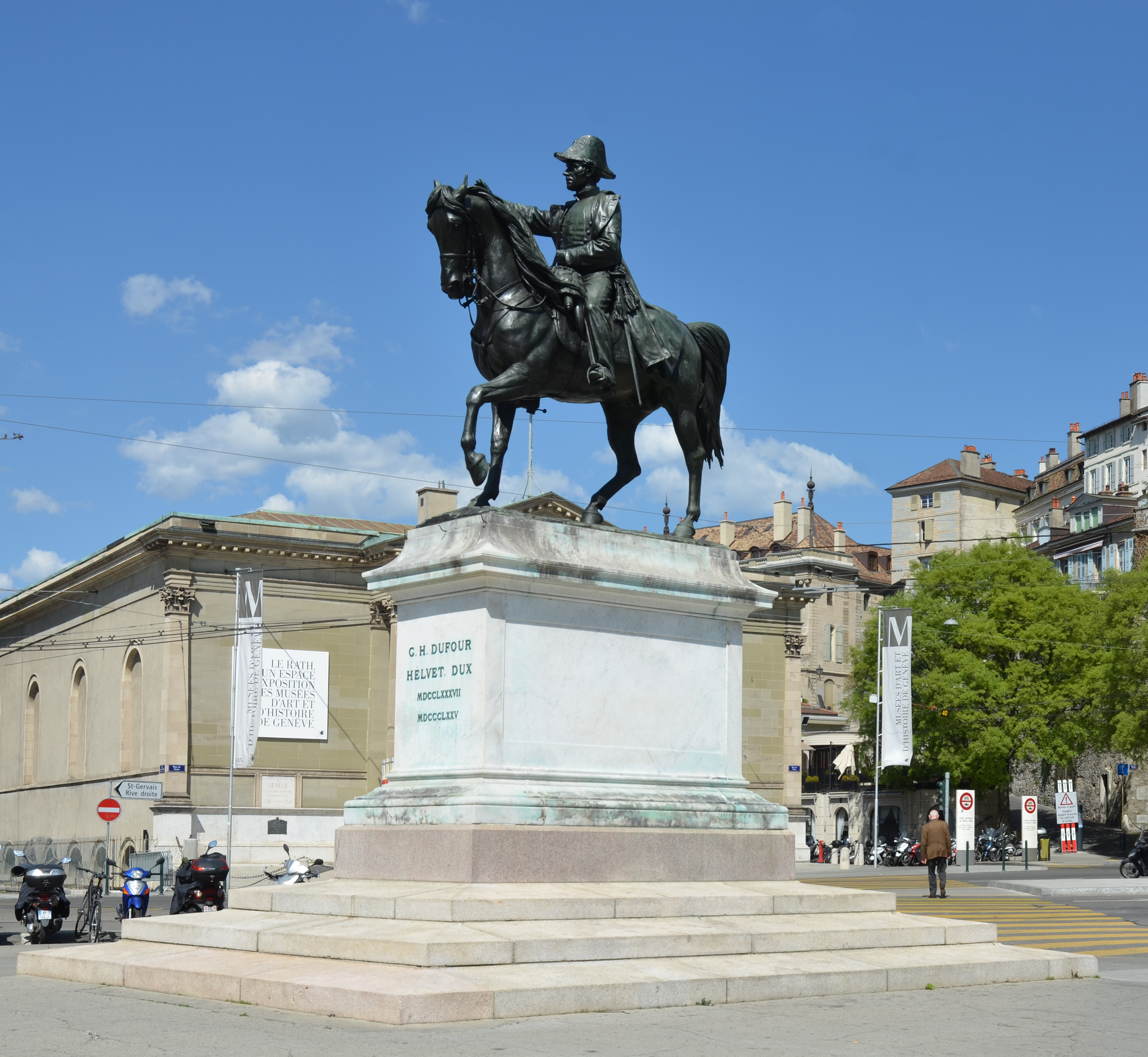
Le monument équestre sur la place neuve (Genève).
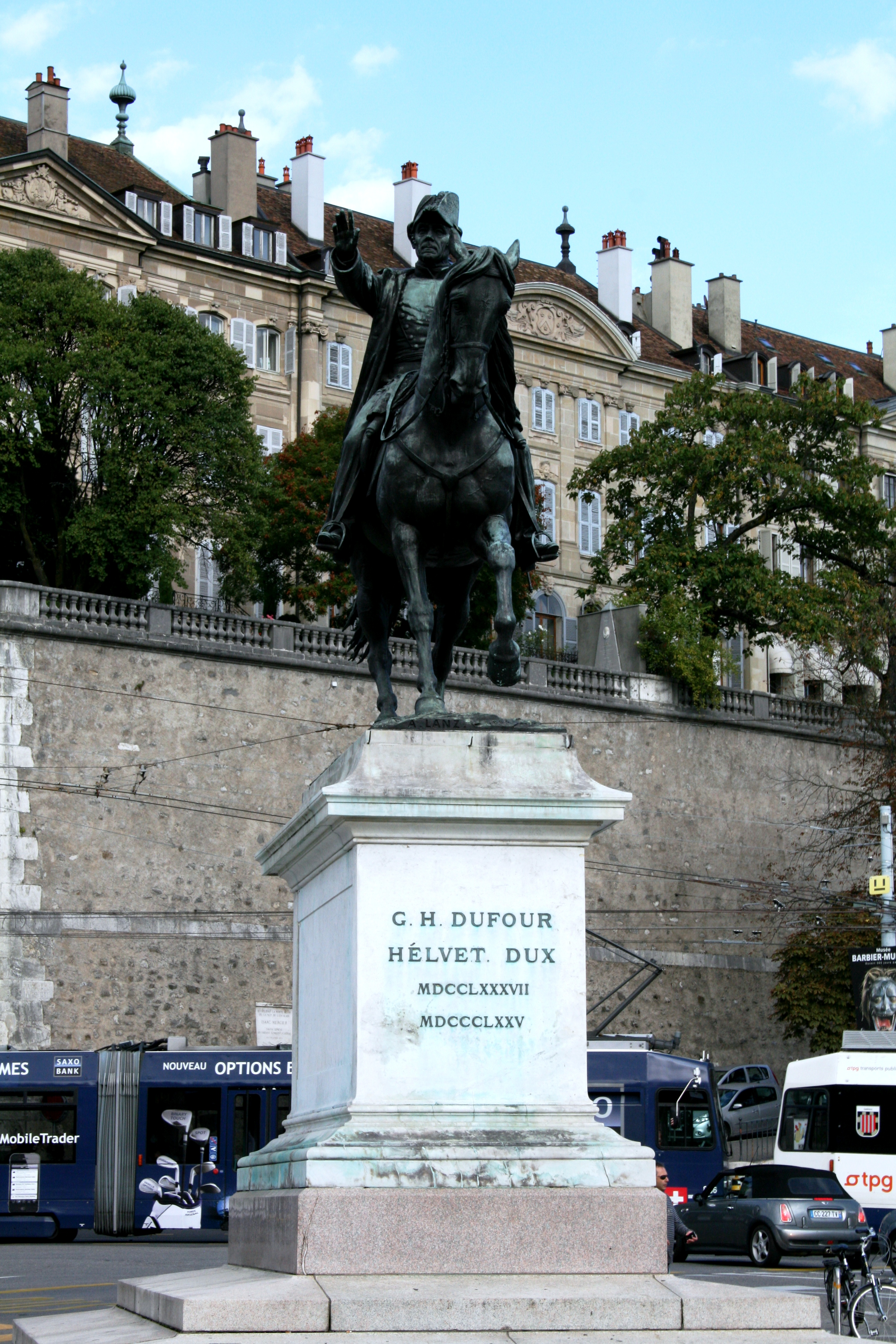
La statue de face.
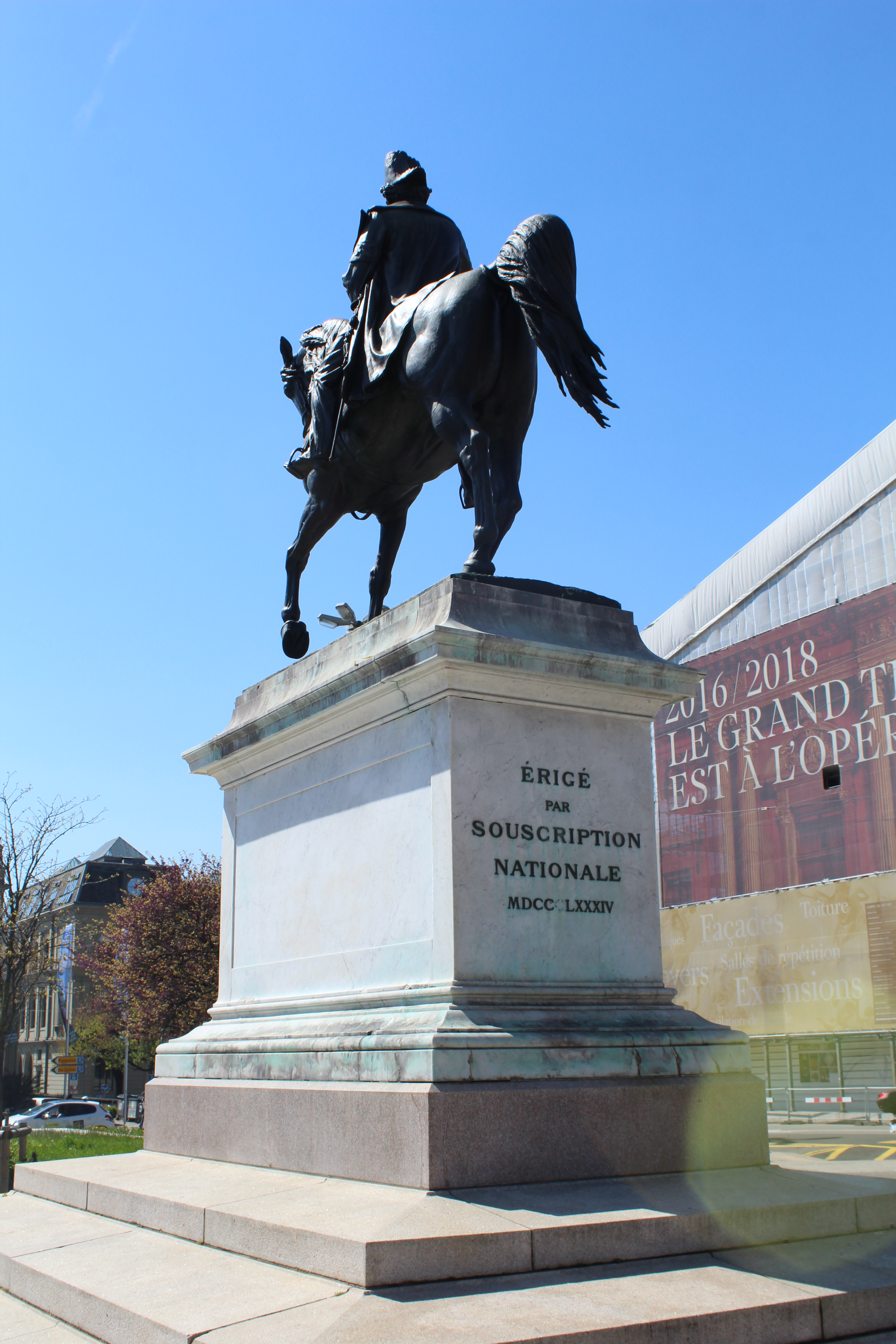
La statue de dos.
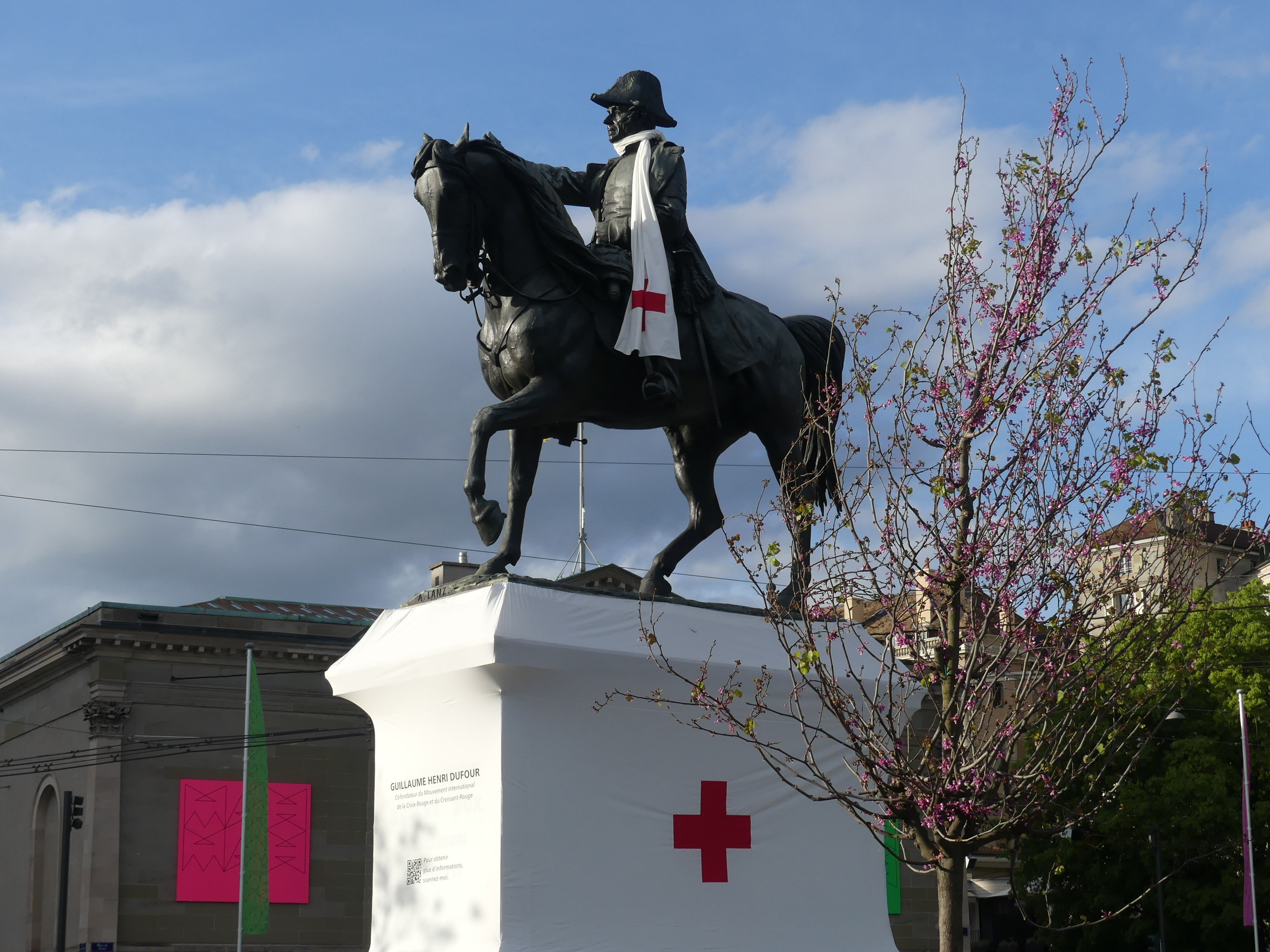
Le buste de la statue est orné d'un foulard de la Croix-Rouge, à l'occasion de la journée mondiale de la Croix-Rouge le 8 mai.
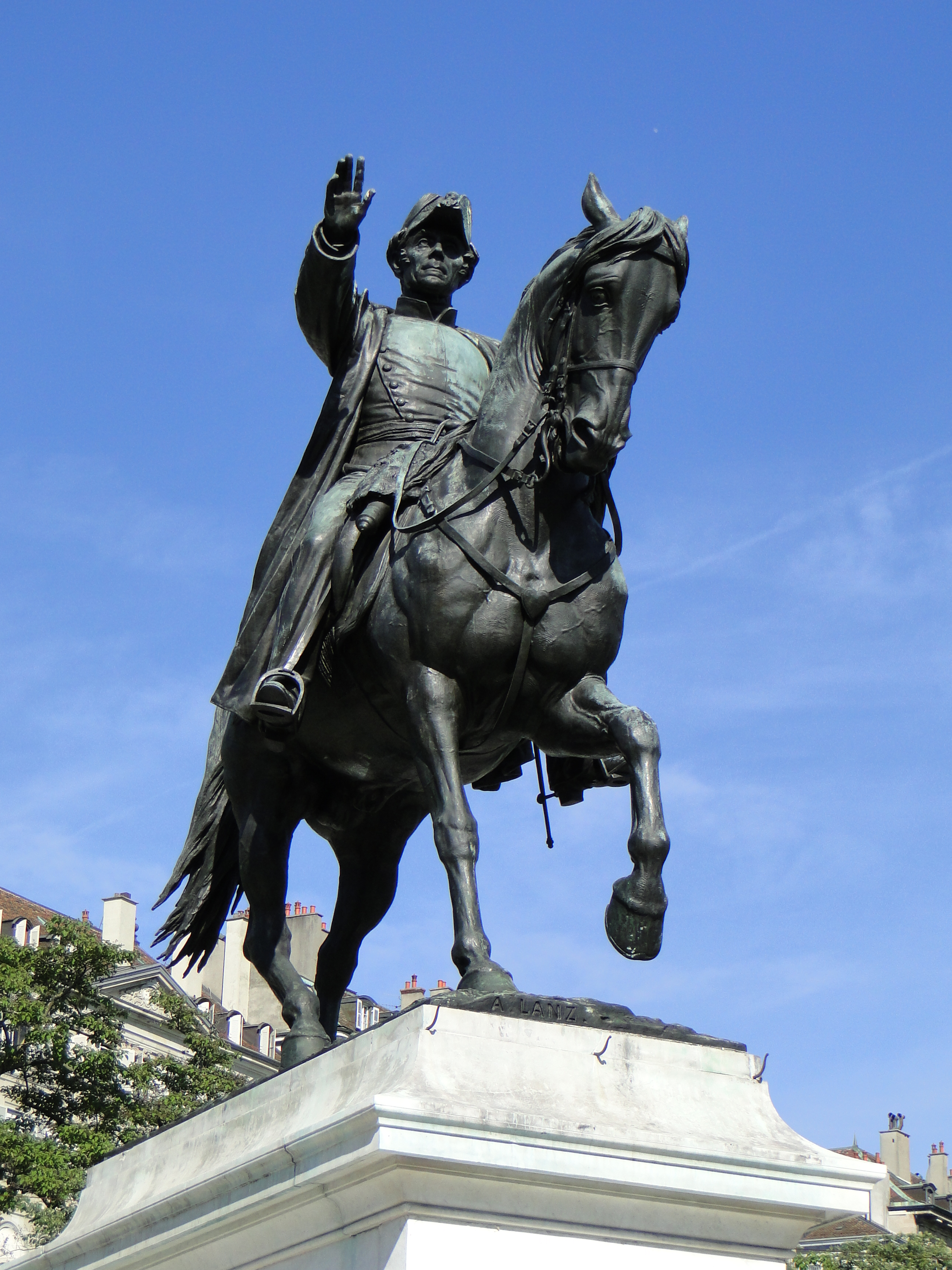
La main levée du général Dufour, symbole de pacification de la Suisse.
Statue du Géneral Dufour et le Musée Rath en 1908.